# Disphragis handleyi
Disphragis handleyi is een vlinder uit de familie van de tandvlinders (Notodontidae). De wetenschappelijke naam van de soort is voor het eerst geldig gepubliceerd in 1939 door William Schaus.

## Type
- syntypes: "females"
- instituut: USNM Smithsonian Institution, Washington, U.S.A.
- typelocatie: "Colombia, Bogota, Pueblo Guasca"